# Daniel Alcides Carrión
Daniel Alcides Carrión García (ur. 12 sierpnia 1857 w Cerro de Pasco, zm. 5 października 1885 w Limie) – peruwiański student medycyny, na którego imieniem nazwano chorobę wywoływaną przez bakterie Bartonella bacilliformis – chorobę Carrióna.

## Życiorys
Carrión 27 sierpnia 1885 roku poddał się eksperymentowi, mającemu za cel dowiedzenie związku między tzw. gorączką Oroya a przewlekłym schorzeniem znanym jako brodawka peruwiańska (Verruga Peruana). W jego przebiegu poddał się inokulacji krwią pochodzącą od zarażonego 14-letniego chłopca z Verruga Peruana; ponieważ nie mógł tego zrobić sam, przyjaciele pomogli mu nakłuć skórę lancetem po dwa razy na obu rękach. 17 września pojawiły się u niego pierwsze objawy gorączki Oroya. 26 września drgawki były tak silne, że nie mógł prowadzić swoich notatek, w których opisywał swoje objawy; 5 października zmarł. Jeden z jego przyjaciół został aresztowany pod zarzutem morderstwa i osądzony. Carrión przypłacił życiem dowiedzenie, że w istocie gorączka Oroya i brodawka peruwiańska stanowią dwa objawy tej samej choroby zakaźnej, dziś często określanej jako choroba Carrióna albo bartoneloza. W 1909 roku Alberto Barton wykrył patogen wywołujący chorobę, nazwany później Bartonella bacilliformis.

## Upamiętnienie
Daniel Alcides Carrión został pochowany w mauzoleum w siedzibie Narodowego Szpitala Dos de mayo w Limie. 7 października 1991 peruwiański rząd ustanowił (uchwała LeyNo 25342) Daniela Alcidesa Carrióna Garcíę Bohaterem Narodowym (Héroe Nacional). Provincia de Daniel Alcides Carrión w Regionie Pasco została nazwana na jego cześć, podobnie jak uczelnia w Pasco, Universidad Nacional Daniel Alcides Carrión. W rocznicę śmierci Carrióna ustanowiono Dzień Peruwiańskiej Medycyny (Día de la medicina Peruana).

## Prace
- Apuntes sobre la verruga peruana (1886)